# Xarxa de molins de Kinderdijk-Elshout
La xarxa de molins de Kinderdijk-Elshout és un conjunt de 19 molins de vent, construïts cap al 1740, que es troba al municipi de Nieuw-Lekkerland, a la província de l'Holanda del Sud (Països Baixos). L'any 1997 va ser inscrita a la llista del Patrimoni de la Humanitat de la UNESCO. Són un dels més coneguts llocs d'interès turístic d'Holanda.
Aquest grup de molins és la major concentració dels antics molins de vent dels Països Baixos. Kinderdijk està situat en un pòlder en la confluència dels rius Noord i Lek. Per poder drenar el pòlder es va haver de construir un sistema de 19 molins. Van estar actius fins al 1950, quan es van substituir per una estació de bombament.

## Nom

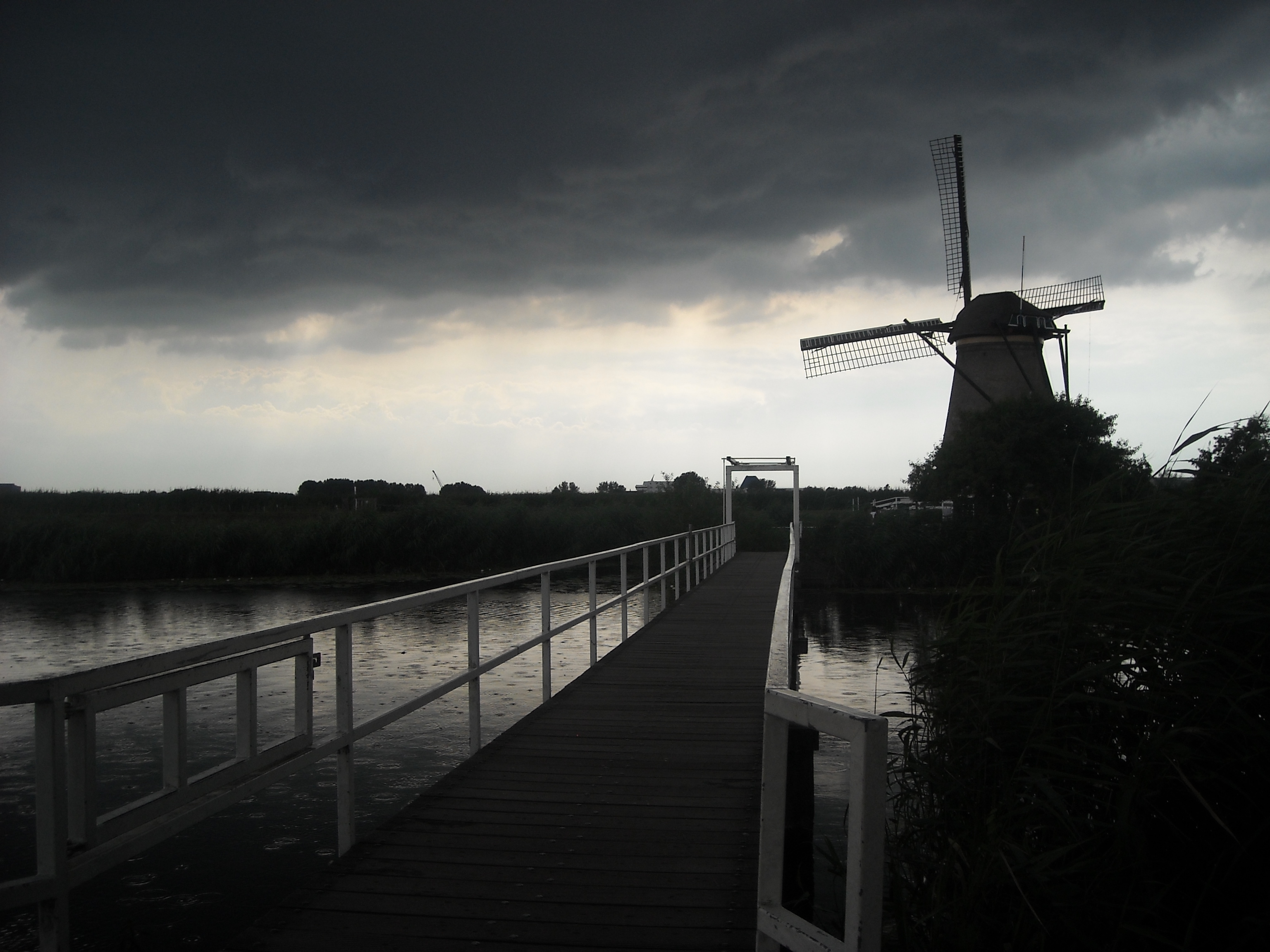
Molí a Kinderdijk en un dia plujós

El nom Kinderdijk és una paraula neerlandesa que vol dir 'dic dels nens'. El 1421, durant les inundacions de Santa Elisabet, la Grote Hollandese Waard es va negar, malgrat que el pòlder d'Alblasserwaard no. Es diu que quan van afluixar les terribles tempestes, algú va anar al dic entre les dues àrees, per veure què es podia salvar. Va veure, de lluny, un bressol flotant. No hi havia esperances que hi hagués res amb vida, però, quan s'hi va aproximar, va veure-hi moviment. Quan el bressol va apropar-se, van veure que hi havia un gat que intentava equilibrar-lo perquè no pogués entrar-hi aigua. Quan finalment el bressol va arribar al dic, algú el va pescar de l'aigua i va veure que hi havia un infant dormint tranquil·lament i sec.